# Tammy Galera
Tammy Galera Takagi (Rio de Janeiro, 11 de março de 1991) é uma saltadora brasileira, especialista no trampolim. Representou o Brasil nos Jogos Olímpicos de Verão de 2016, no Rio de Janeiro.

## Carreira
De ascendência materna trinitária-tobagense e paterna japonesa, Tammy vem de uma de uma família de esportistas, pois seu irmão, Roger Flores, foi futebolista e disputou os Jogos Olímpicos de Verão de 2000. Já a irmã, Úrsula Flores, foi ginasta.
Sua primeira grande competição foi os Jogos Pan-Americanos de 2007, no Rio de Janeiro, quando ficou em quarto lugar no trampolim de 3 metros sincronizado junto com Juliana Veloso.
Conquistou duas medalhas de ouro nos Jogos Sul-Americanos de 2010, em Medellín, na Colômbia.
Nos Jogos Pan-Americanos de 2015, em Toronto, ficou na quarta posição do trampolim de 3 metros sincronizado, novamente ao lado de Juliana Veloso.
Disputou a final do trampolim de 3 metros sincronizado com Juliana Veloso durante os Jogos Olímpicos de Verão de 2016, no Rio de Janeiro, ficando em oitavo lugar.